# Indicateur de signe
Pour les articles homonymes, voir Indicateur et Signe.
Dans un processeur d'ordinateur l'indicateur de signe est un bit unique dans le registre d'état permettant d'indiquer si le résultat de la dernière opération mathématique a donné une valeur dont le bit de poids fort a été défini. Dans l’interprétation du résultat d'un complément à deux, l'indicateur de signe est positionné selon le signe du résultat, le bit de poids fort correspondant au bit de signe.
Par exemple, dans un système de chiffre signés en 8 bits, −37 sera représenté sous la forme binaire 1101 1011 (le bit de poids fort est de 1), alors que +37 sera représenté sous la forme binaire 0010 0101 (le bit de poids fort est 0).
Si on se réfère au manuel de l'Intel 80386, la série des processeurs x86 met l'indicateur de signe selon le résultat des instructions suivantes : 
- Toutes les opérations arithmétiques à l'exception de la multiplication et de la division;
- Les instructions de comparaison (équivalent aux instructions de soustractions sans stocker le résultat);
- Instructions logiques - XOR, AND, OR;
- L'instruction TEST (équivalent aux /instructions AND sans stocker le résultat).